# ベティ・フォード
ベティ・フォード（Betty Ford）、本名エリザベス・アン・フォード（Elizabeth Ann Ford、旧姓ブルーマー（Bloomer）、1918年4月8日 - 2011年7月8日）は、ジェラルド・R・フォードアメリカ合衆国大統領の妻。1974年から1977年までアメリカ合衆国のファーストレディであった。身長5フィート3インチ（約160cm）。

## 生い立ち

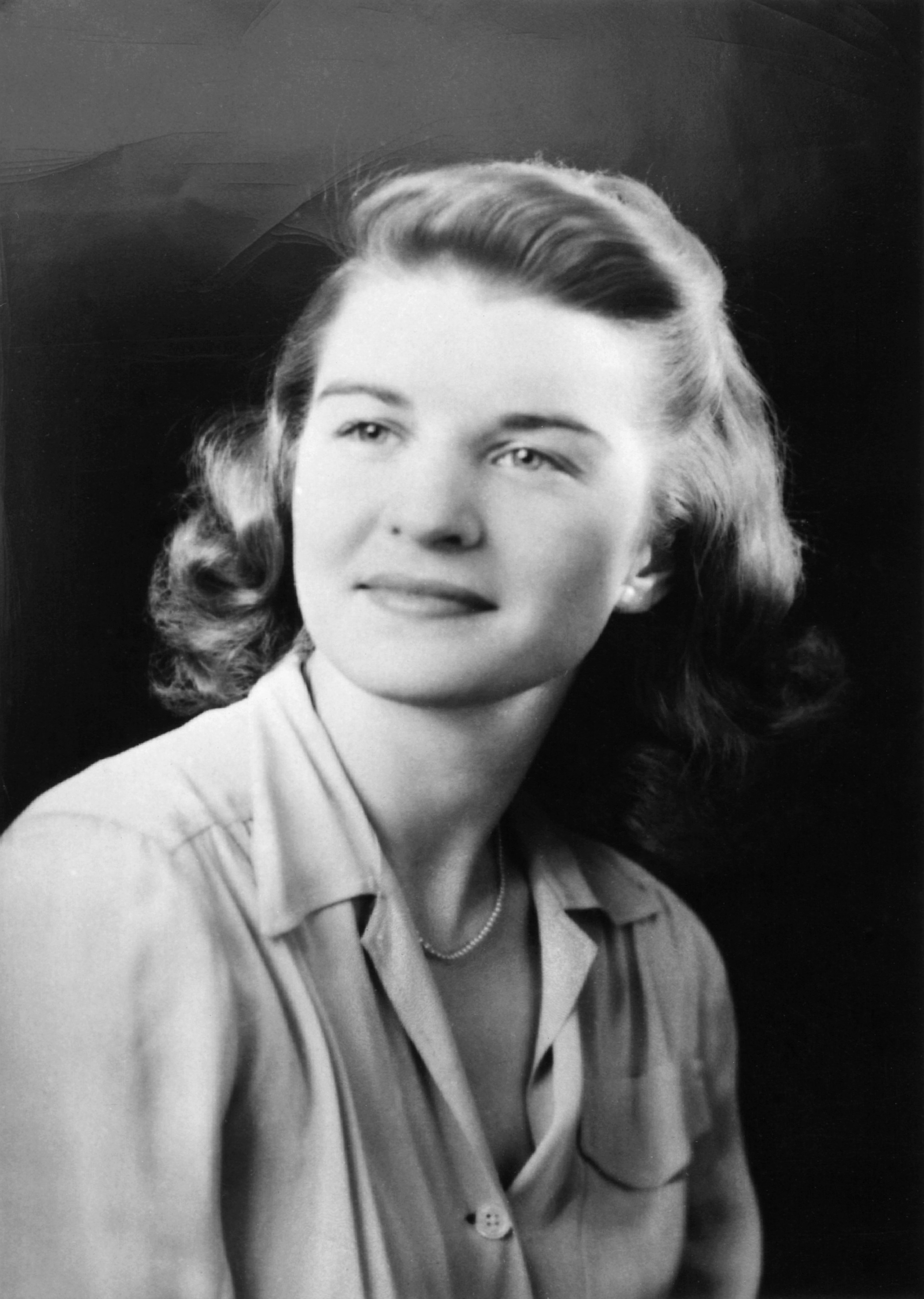
1936年。18歳の時に撮影された写真

エリザベス・アン・ブルーマーはイリノイ州シカゴで産業供給セールスマンのウィリアム・スティーブンソン・ブルーマーとホーテンス・ネラー夫妻の間に生まれた。彼女には2人の兄ロバートとウィリアムジュニアがいる。
彼女はミシガン州グランドラピッズで3歳から高校卒業までそこで暮らした。彼女はカラー・トラヴィス・ダンス・スタジオでダンスを学び、1935年に卒業している。
1929年の世界恐慌の後、ベティは11歳だったがそのころから洋服モデルをしたり、他の子供たちや友達にダンス（例えば、フォックストロット、ワルツとビッグアップル）を教え始めた。不況時代に自立した女性の代表であった当時のファーストレディ、エレノア・ルーズベルトはベティに大きな影響を与えた。
ベティが16歳の時に父親が一酸化炭素中毒事故で死去する。1936年に彼女はグランドラピッズ中央高校を卒業し、ニューヨークでダンスを学びたがったが、母親はそれを認めなかった。代わりに彼女はバーモント州ベニントンのベニントンスクール・オブ・ダンスで2夏学んだ。同校で彼女はマーサ・グレアムの下で学んだが、マーサは厳格な教師で彼女はベティの生活を形作った。ベティはマーサに生涯共に働きたいと尋ね、マーサは喜んでそれに同意した。
ベティ・ブルーマーはマンハッタンのチェルシーに移り、ジョン・ロバート・パワーズの会社でファッションモデルとして働いた。彼女はマーサ・グレアムへの支払いのため帽子やドレスのモデルを演じた。彼女はまたグレアムの補助の一員として選ばれ、カーネギー・ホールへ出演した。
ベティの母親ホーテンスは娘がモデルとして働くことに反対し、家へ戻るよう主張した。しかしベティは抵抗し、彼女らは最終的に妥協した。ベティは半年間家に戻ることとし、その間に職が見付からなければ再びニューヨークで働くこととなった。
母親はニューヨークからグランドラピッズへ返るようにベティに促し、彼女は1941年に戻るとハーポルシェイマーズ・デパートのファッション・コーディネーターとなる。さらに、彼女は自分のダンス同好会と、障害児へのダンス教室を設立した。
彼女はグランドラピッズの各所でダンスを教え、デパートのファッション部門の助手となり、様々な活動を行った。

## 結婚と家族
ベティは1942年に、12歳の時からの知り合いであった家具セールスマンのウィリアム（ビル）・G・ウォーレンと結婚した。彼女の母親と継父（アーサー・ゴドウィン）は彼らの結婚を認めなかったが、最後には不承不承に認めることとなった。しかしながらベティとビルは性格の不一致を理由に1947年に離婚した。
その後間もなく、彼女はフットボールの名門ミシガン大学のスター選手で、その後イェール大学法学大学院に進み、下院議員候補となったジェラルド・フォードと交際を始める。1948年10月15日に2人はグランドラピッズのグレース監督教会で結婚した。
フォードは当時下院選に出馬していた。これが最終的に第38代大統領に就任するフォードの最初の選挙戦で、フォード一家はこの後約30年にわたって首都ワシントンD.C.で生活することになる。 
彼女は3人の息子と1人の娘を産んだ。
- マイケル・ジェラルド・フォード（1950年 - ）
- ジョン・ガードナー・ジャック・フォード（1952年 - ）ジャーナリスト、広報アシスタント
- スティーヴン・メイグス・フォード（1956年 - ）俳優、ロデオライダー
- スーザン・エリザベス・フォード（1957年 - ）カメラマン

2005年時点で夫妻には7人の孫がいる。

## ファーストレディ

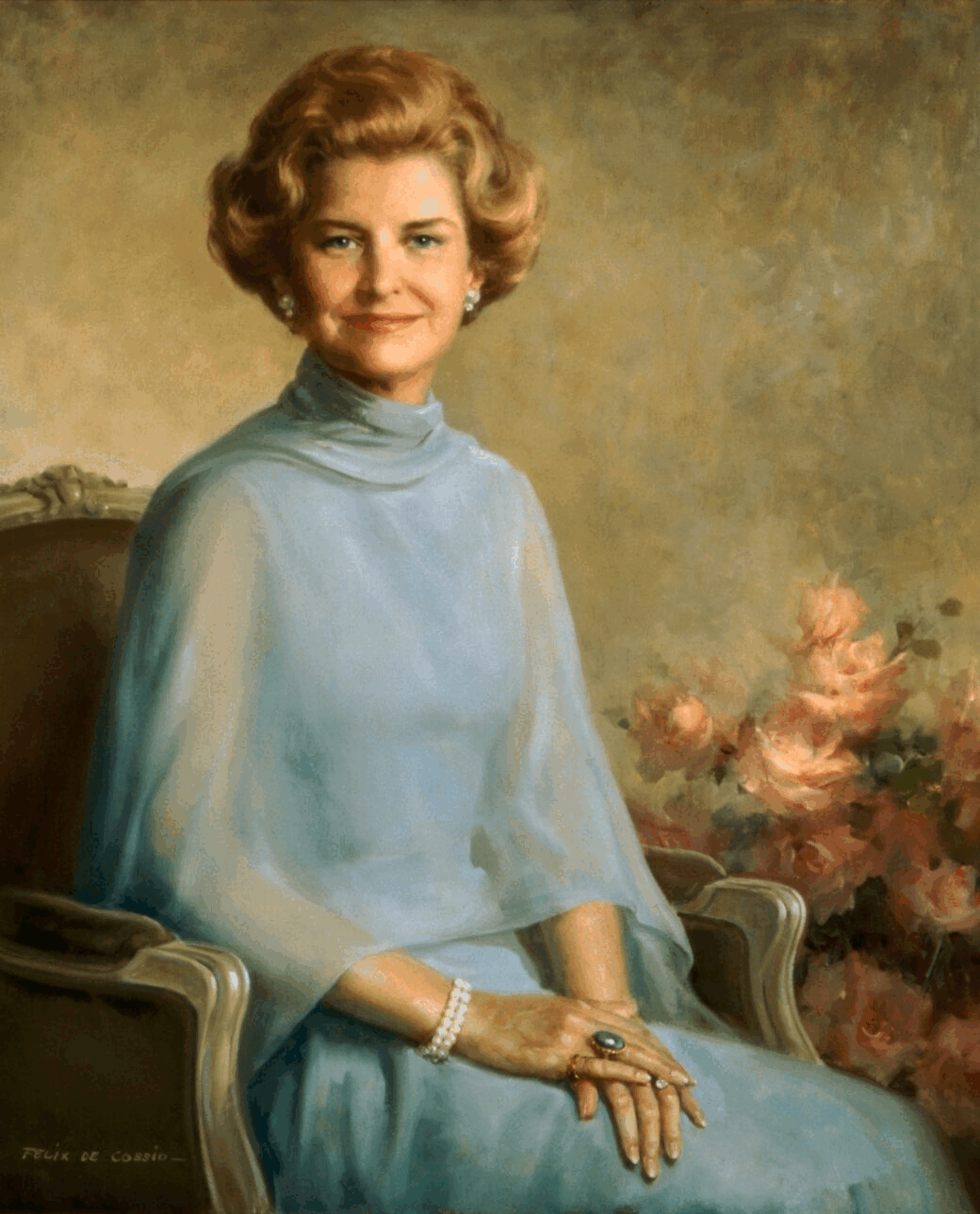
歴代ファーストレディ肖像画（ホワイトハウス収蔵）

1973年にニクソン大統領はジェラルド・フォードを副大統領に指名したが、翌1974年に大統領を辞任、フォードが大統領に昇任することとなった。
ファーストレディとしてベティは、政治的な問題やその他の問題に関して自らの考えを進んで公表することを望んだ。彼女は過去の心理療法の体験を公に明らかにし、マリファナの使用や婚前交渉に関して肯定的な意見を述べた。また、テレビでホワイトハウスでの公式訪問中に大統領とベッドを共にしたことも話した(それまでの大統領夫妻はベッドルームを別にするのが慣例だったが、断固として同室にすることを主張した)。特に論争の的になった『60 Minutes』でのインタビューは論議を巻き起こした。娘のスーザンが婚前交渉しても構わない、子供たちが大麻を吸っていても別に何とも思わない、と語ったからである。放送を見ながら夫のジェラルドは「これで1万票消えたぞ」と笑うと、側近だったドナルド・ラムズフェルドは「いえ、2万です」と言ったという。幾人かの保守主義者は彼女を「No Lady」と呼び、「辞職」を要求した。しかし一般世論では彼女の支持率は75%に及んだ。 
さらに彼女は女性の権利の率直な主張者で、男女平等憲法修正案および中絶の合法化を支援した。フォード大統領が彼女と意見を共にしたかは不明であるが、大統領は妻の妊娠中絶合法化支持で党内保守派に批判されたとインタビュアーのラリー・キングに語っている。
ベティはファーストレディになった直後、乳癌で乳房切除術を経験した。この体験に関する彼女の率直な見解はアメリカ国民が以前進んで語ることの無かった疾病への関心を高めることとなった。彼女は乳癌早期発見の重要性を認識し、その後啓発活動に努めた。
彼女はまた、芸術活動への支援も精力的に行ったファーストレディであった。彼女の努力によって、マーサ・グレアムは自由勲章を受章した最初の舞踏家となった。

## ベティ・フォード・センター
1978年に彼女はアルコール使用障害と鎮痛薬への慢性中毒となり、家族によって治療入院させられることとなる。回復後に彼女は薬物依存の治療機関、ベティ・フォード・センターをカリフォルニア州ランチョ・ミラージュに1982年設立した。彼女の薬物乱用やその治療に関する率直な感想は、アメリカ国民がそのような問題に直面した際どのようにすべきかを改善することとなった。ベティ・フォード・センターは治療を求める女性や著名人にとって特に魅力的な機関であった。彼女は1987年の著書『依存症から回復した大統領夫人 A Glad Awakening』でこの全プロセスについて詳しく述べている。
2003年に彼女は『Healing and Hope: Six Women from the Betty Ford Center Share Their Powerful Journeys of Addiction and Recovery』を出版した。80代となった2000年代にも、彼女はベティ・フォード・センターの会長として積極的な活動を続けた。
なお、アルコール・薬物依存の治療に対する彼女の積極的な取り組みにより、今日アメリカでは「ベティフォード」という言葉が、こうした治療機関を表す一般名詞として使用されるまでに普及している。例えば、"You need to go to Betty Ford"（「君はベティフォードへ行く必要がある」）と言えば、それは「君は依存症の治療を受ける必要がある」という意味になる。ファーストレディーの名前のみならず、個人の名前がこうして一般名詞として定着した例はあまりない。

## 後年
1978年に彼女は自叙伝『The Times of My Life』を出版している。1987年にはミシガン女性の栄誉の殿堂入りした。
1999年には夫と共に「公共へのひたむきな奉仕と、アメリカ合衆国の人々への顕著で人道的な貢献」で議会金メダルを受賞している。2000年メアリー・ウッダード・ラスカー公益事業賞受賞。
2011年7月8日、アメリカ合衆国カリフォルニア州パームスプリングス近郊の病院で死去。93歳没。

## 著書
- 『依存症から回復した大統領夫人』ベティ・フォード著、水沢都加佐・二宮千寿子翻訳（大和書房、2003）